# Матч всех звёзд Единой лиги ВТБ 2023
Матч всех звёзд Единой лиги ВТБ 2023 — показательная баскетбольная игра, которая была сыграна в Москве во дворце спорта «ВТБ Арена» 19 февраля 2023 года. Эта игра будет седьмым матчем всех звёзд в истории Единой лиги ВТБ. Помимо самой главной игры, в которой встретились команды «Новая школа» и «Старая школа», будут проведены матч знаменитостей, игра молодых звёзд, конкурсы по броскам сверху и состязание 3-очковых бросков.

## Игра
По сравнению с предыдущей игрой изменился формат матча всех звёзд. Раньше в матче встречались россияне («Звезды России») против легионеров («Звезды Мира»). В этом году отбор игроков был проведён по возрастному критерию. В состав команды «Новая школа» входят игроки не старше 29 лет на день матча. Команду «Старая школа» представляют игроки старше 30 лет на день матча. 
В матче встретились игроки, выступающие в турнире Единой лиги ВТБ 2022/23. Составы команд определялись голосованием болельщиков и анкетированием СМИ. На первом этапе голосования болельщики определяли расширенный состав команды «Новая школа», а СМИ − команды «Старая школа». На втором этапе голосования болельщики выбирали окончательный состав команды «Старая школа», а СМИ − команды «Новая школа».    
Составы команд формировались в соответствии со следующими правилами:
- Каждая команда должна состоять из 12 игроков — 6 защитников и 6 представителей передней линии;
- В каждой команде есть 2 wild card-места от Лиги.

Главным тренером команды «Новой школы» был выбран тренер клуба «ЦСКА» Эмил Райкович, а главным тренером команды «Старой школы» — тренер команды УНИКС Велимир Перасович, которые выбирали стартовые пятёрки своих команд из списка игроков.       

### Составы
| Поз.                      | Игрок                 | Команда          | Всего голосов |              |
| Задняя линия              | Задняя линия          | Задняя линия     | Задняя линия  | Задняя линия |
| ------------------------- | --------------------- | ---------------- | ------------- | ------------ |
| АЗ                        | Даниил Касаткин       | МБА              | 17            |              |
| АЗ                        | Джейлен Бэрфорд       | Локомотив-Кубань | 16            |              |
| РЗ                        | Ненад Димитриевич     | УНИКС            | 14            |              |
| АЗ                        | Дэрил Мэйкон          | УНИКС            | 14            |              |
| РЗ                        | Джастин Роберсон      | Парма            | 10            |              |
| РЗ                        | Тимофей Герасимов1REP | Енисей           | —             |              |
| Передняя линия            |                       |                  |               |              |
| Ц                         | Никола Милутинов1INJ  | ЦСКА             | 22            |              |
| ТФ                        | Андрей Лопатин        | МБА              | 18            |              |
| ЛФ                        | Антон Астапкович      | ЦСКА             | 15            |              |
| ЛФ                        | Сергей Карасёв        | Зенит            | 14            |              |
| ЛФ                        | Самсон Руженцев       | ЦСКА             | 8             |              |
| Wild-Card                 |                       |                  |               |              |
| ТФ                        | Андрей Мартюк         | Локомотив-Кубань | —             |              |
| АЗ                        | Малик Ньюмэн          | Автодор          | —             |              |
| Гл. тренер: Эмил Райкович |                       |                  |               |              |

| Поз.                          | Игрок               | Команда         | Всего голосов |              |
| Задняя линия                  | Задняя линия        | Задняя линия    | Задняя линия  | Задняя линия |
| ----------------------------- | ------------------- | --------------- | ------------- | ------------ |
| АЗ                            | Евгений Бабурин     | Нижний Новгород | 1784          |              |
| АЗ                            | Алексей Швед2INJ    | ЦСКА            | 1726          |              |
| РЗ                            | Тома Эртель3INJ     | Зенит           | 1142          |              |
| АЗ                            | Евгений Воронов     | МБА             | 1128          |              |
| РЗ                            | Райан Боутрайт      | Автодор / Парма | 1042          |              |
| АЗ                            | Джермейн Лав2REP    | Нижний Новгород | —             |              |
| АЗ                            | Виталий Фридзон3REP | Зенит           | —             |              |
| Передняя линия                |                     |                 |               |              |
| ТФ                            | Андрей Воронцевич   | УНИКС           | 1425          |              |
| ТФ                            | Джейлен Рейнольдс   | УНИКС           | 1276          |              |
| ТФ                            | Никита Курбанов     | ЦСКА            | 1172          |              |
| ЛФ                            | Джеймс Эннис        | Самара          | 1157          |              |
| Ц                             | Малик Диме          | Парма           | 1026          |              |
| Wild-Card                     |                     |                 |               |              |
| ТФ                            | Луи Лабери          | УНИКС           | —             |              |
| РЗ                            | Каспер Уэйр         | ЦСКА            | —             |              |
| Гл. тренер: Велимир Перасович |                     |                 |               |              |

↑  Никола Милутинов пропустил матч из-за травмы.

↑  Тимофей Герасимов заменил Николу Милутинова.

↑  Алексей Швед пропустил матч из-за травмы.

↑  Джермейн Лав заменил Алексея Шведа.

↑  Тома Эртель пропустил матч из-за травмы.

↑  Виталий Фридзон заменил Тома Эртеля.

### Матч
| 19 февраля 2023 16:30 | Отчёт | Старая школа               | 148 : 140 | Новая школа      | ВТБ Арена, Москва Зрителей: 8 500 Судьи: Илья Путенко Артём Лаврухин Ярослав Орешин | Матч ТВ |
| 19 февраля 2023 16:30 | Отчёт | 36:32, 43:35, 31:48, 38:25 |           |                  | ВТБ Арена, Москва Зрителей: 8 500 Судьи: Илья Путенко Артём Лаврухин Ярослав Орешин | Матч ТВ |
| 19 февраля 2023 16:30 | Отчёт | Малик Диме 30              | Очки      | Андрей Мартюк 34 | ВТБ Арена, Москва Зрителей: 8 500 Судьи: Илья Путенко Артём Лаврухин Ярослав Орешин | Матч ТВ |
| 19 февраля 2023 16:30 | Отчёт | Джейлен Рейнольдс 8        | Подборы   | Андрей Мартюк 10 | ВТБ Арена, Москва Зрителей: 8 500 Судьи: Илья Путенко Артём Лаврухин Ярослав Орешин | Матч ТВ |
| 19 февраля 2023 16:30 | Отчёт | Евгений Бабурин 8          | Передачи  | Дэрил Мэйкон 7   | ВТБ Арена, Москва Зрителей: 8 500 Судьи: Илья Путенко Артём Лаврухин Ярослав Орешин | Матч ТВ |

Самым ценным игроком матча был признан Малик Диме, который набрал 30 очков, сделал 6 подбора и совершил 2 перехваты.

## Конкурс трёхочковых бросков
В конкурсе трёхочковых бросков участвовали представители команд Единой лиги ВТБ в сезоне-2022/23.
| Поз. | Игрок                 | Команда | Рост | Вес | Счёт |
| ---- | --------------------- | ------- | ---- | --- | ---- |
| РЗ   | Даллас Мур            | ЦСКА    | 185  | 82  | 22   |
| ЛФ   | Энтони Браун          | УНИКС   | 201  | 102 | 19   |
| РЗ   | Тимофей ГерасимовREP1 | Енисей  | 197  | 90  | 15   |
| ТФ   | Андрей Лопатин        | МБА     | 207  | 96  | 14   |
| РЗ   | Тома ЭртельINJ1       | Зенит   | 189  | 82  | —    |

↑  Тома Эртель пропустил конкурс из-за травмы.

↑  Тимофей Герасимов заменил Тому Эртеля. 

### Финальный раунд
| Поз. | Игрок        | Команда | Счёт |
| ---- | ------------ | ------- | ---- |
| РЗ   | Даллас Мур   | ЦСКА    | 23   |
| ЛФ   | Энтони Браун | УНИКС   | 17   |

Победителем конкурса стал Даллас Мур.

## Конкурс слэм-данков
В конкурсе  по броскам сверху участвовали представители команд Единой лиги ВТБ в сезоне-2022/23.
| Поз. | Игрок           | Команда | Рост | Вес | Попытка 1 | Попытка 2 | Всего |
| ---- | --------------- | ------- | ---- | --- | --------- | --------- | ----- |
| РЗ   | Маркелл Джонсон | Астана  | 188  | 85  | 50        | 46        | 96    |
| ЛФ   | Самсон Руженцев | ЦСКА    | 201  | 92  | 49        | 46        | 95    |
| Ц    | Зак Смит        | Минск   | 202  | 92  | 44        | 47        | 91    |
| ЛФ   | Никита Ремизов  | МБА     | 197  | 87  | 40        | 45        | 85    |

### Финальный раунд
| Поз. | Игрок           | Команда | Попытка 1 | Попытка 2 | Всего |
| ---- | --------------- | ------- | --------- | --------- | ----- |
| ЛФ   | Самсон Руженцев | ЦСКА    | 49        | 50        | 99    |
| РЗ   | Маркелл Джонсон | Астана  | 36        | 50        | 86    |

Победителем конкурса стал Самсон Руженцев.